# Cantó de Sisteron
El cantó de Sisteron és un cantó francès del departament dels Alps de l'Alta Provença, situat al districte de Forcauquier. Té 5 municipis i el cap és Sisteron.

## Municipis
- Auton
- Entrepèiras
- Mison
- Sant Giniés
- Sisteron

## Història
| Data d'elecció                           | Identitat      | Partit           | Qualitat |
| ---------------------------------------- | -------------- | ---------------- | -------- |
| 1964-1982                                | Élie Fauque    | SFIO, després PS |          |
| 1982-1985                                | Jean Andrieu   | RPR              |          |
| 1985-2001                                | Daniel Spagnou | RPR              |          |
| 2001-                                    | Claude Brémond | Divers droite    |          |
| les dades anteriors no són pas conegudes |                |                  |          |
|                                          |                |                  |          |

| 1962  | 1968  | 1975  | 1982  | 1990  | 1999  | 2006  |
| ----- | ----- | ----- | ----- | ----- | ----- | ----- |
| 5.967 | 7.003 | 8.019 | 7.292 | 7.656 | 8.248 | 8.742 |